# لی دوک-هوا
لی دوک-هوا (انگلیسی: Lee Deok-hwa؛ زادهٔ ۸ مهٔ ۱۹۵۲) بازیگر اهل کره جنوبی است.
از فیلم‌ها یا برنامه‌های تلویزیونی که وی در آن نقش داشته‌است می‌توان به دائه جویونگ، امپراتور افسانه‌ها، ملکه چونچو، زنده خواهم ماند، تاجر گک جو، قصر خون: جنگ گل‌ها و هاید، جکیل و من اشاره کرد.
اون در سریال امپراطور افسانه، نقش جومونگ(در قسمت اوّل) را بازی کرده است.

## مجموعه تلویزیونی
- ۱۹۸۲ ملکه قصر غربی (در نقش شاهزاده گوانگ‌هه)
- ۱۹۸۳ پدر و پسر (در نقش این گئون)
- ۱۹۸۴ عشق و حقیقت (در نقش هیونگ سانگ وون)
- ۱۹۸۵ فصل مردان (در نقش کیم جون ته)
- ۱۹۸۷ عشق و رویا (در نقش پارک ته سو)
- ۱۹۸۸ ملکه اینهیون (در نقش جانگ هی جائه)
- ۱۹۸۹ زن خوشحال (در نقش پارک جه سوب)
- ۱۹۹۴ هان میونگ هو (در نقش هان میونگ هو)
- ۱۹۹۸ هونگ گیل دونگ (در نقش پارک جونگ هوان)
- ۲۰۰۱ بانوان قصر (در نقش یون وون هیونگ)
- ۲۰۰۳ عصر جنگجویان (در نقش ژنرال لی اوی مین)
- ۲۰۰۶ فرمانروا ته جویونگ (در نقش ژنرال سول این کوی)
- ۲۰۰۸ قهرمان (در نقش ایم سونگ جونگ)
- ۲۰۰۹ امپراتور آهن (در نقش ژنرال گانگ گام چان)
- ۲۰۱۳ قصر خون: جنگ گل‌ها (در نقش پادشاه اینجو)
- ۲۰۱۵ تاجر گک جو (در نقش شین سوک جو)
- ۲۰۱۵ بدرخش یا دیوانه شو (در نقش وانگ شیک ریوم)
- ۲۰۲۱ سرآستین قرمز (در نقش پادشاه یونگ‌جو)